# 第二常備北約海上集群

第二常備北約海上集群 ( SNMG2 ) 是北大西洋公约组织(NATO) 常设海上即时反应部队。 SNMG2由四到六艘驱逐舰和护卫舰组成。它的作用是为北约提供即时的作战响应能力。 

## 历史

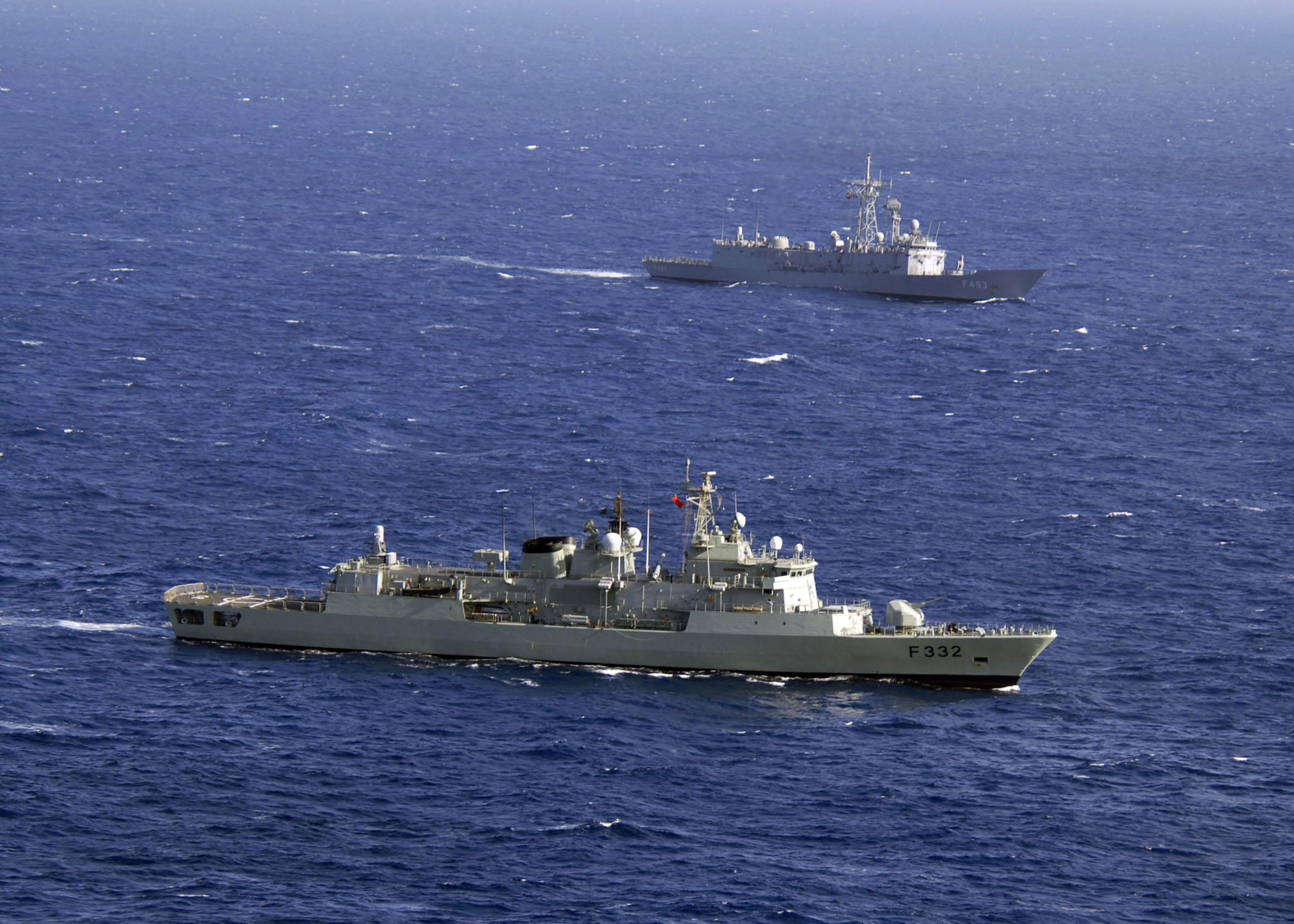
葡萄牙瓦斯科·達伽馬級巡防艦和土耳其加濟安泰普級巡防艦
参加了凤凰快车(PE 08)軍演期间的 SNMG-2任務。

地中海常备海军部队（STANAVFORMED）于 1992 年 4 月 30 日在意大利那不勒斯設立。 STANAVFORMED 是北约地中海海上待命部队 (NAVOCFORMED) 的继任者，该部队已定期輪換 20 多年。 
在 1990 年代，STANAVFORMED 参与了海上监视行动（1992 年 7 月至 1992 年 11 月）、海上警卫行动（1992 年 11 月至 1993 年 6 月）和锋利警卫行动（1993 年 6 月至 1996 年 10 月），即亚得里亚海的海上禁运行动以确保塞尔维亚和黑山遵守联合国(UN) 第713、715、787、820和943号决议。 1992 年 11 月至 1996 年 6 月期间，约 74,000 艘船舶受到检查，近 6,000 艘在海上接受检查，1,400 多艘改道至在港口接受检查。 
2001 年 10 月 6 日，STANAVFORMED 部署到东地中海以執行“积极奋进”行动，这是北约为防止恐怖分子或大规模杀伤性武器移动而做出的行动。 
STANAVFORMED于 2005 年 1 月被重新指定为第二常備北約海上集群 ( SNMG2 ) 。 
从 2009 年 6 月到 8 月，SNMG2 被北约部署在索马里海岸外執行“盟军保护者行动” ，以保护世界粮食计划署（WFP）的船只免受海盗和武装抢劫的威胁，从而使 WFP 能够提供人道主义援助。 
自 2009 年 8 月以来，SNMG2 一直在執行北约在亚丁湾的“海盾行动”。 
2019年，SNMG2承担了地中海和黑海巡逻任务。 

## 軍艦
截至 2022 年 8 月 23 日，SNMG2 包括：   
海上集群目前的組成船隻以粗體表示
| 年份 | 指揮官                                                                                        | 軍艦                          | 艦型                   | 服役時間    | 旗艦        |
| ---- | --------------------------------------------------------------------------------------------- | ----------------------------- | ---------------------- | ----------- | ----------- |
| 2022 | 海軍少將 Mauro Panebianco （一月 - 七月） 海軍少將 Michael Scott Sciretta （七月一日 - 至今） | 卡爾·馬爾戈提尼號巡防艦       | 卡洛·伯伽米尼級巡防艦  | 一月 - 七月 | 一月 - 七月 |
| 2022 | 海軍少將 Mauro Panebianco （一月 - 七月） 海軍少將 Michael Scott Sciretta （七月一日 - 至今） | 埃斯托辛號巡防艦              | 加濟安泰普級巡防艦     | 一月 - 四月 | n/a         |
| 2022 | 海軍少將 Mauro Panebianco （一月 - 七月） 海軍少將 Michael Scott Sciretta （七月一日 - 至今） | 吕贝克号巡防艦                | 不來梅級巡防艦         | 一月 - 六月 | n/a         |
| 2022 | 海軍少將 Mauro Panebianco （一月 - 七月） 海軍少將 Michael Scott Sciretta （七月一日 - 至今） | 布萊斯·德·烈索號巡防艦        | 阿爾瓦羅·巴贊級巡防艦  | 一月 - 六月 | n/a         |
| 2022 | 海軍少將 Mauro Panebianco （一月 - 七月） 海軍少將 Michael Scott Sciretta （七月一日 - 至今） | 奧弗涅號巡防艦                | 歐洲多用途巡防艦       | 二月 - 五月 | n/a         |
| 2022 | 海軍少將 Mauro Panebianco （一月 - 七月） 海軍少將 Michael Scott Sciretta （七月一日 - 至今） | 特倫特河號巡邏艦              | 河級巡邏艦             | 二月 - 三月 | n/a         |
| 2022 | 海軍少將 Mauro Panebianco （一月 - 七月） 海軍少將 Michael Scott Sciretta （七月一日 - 至今） | 愛琴號巡防艦                  | 埃利级巡防舰           | 三月        | n/a         |
| 2022 | 海軍少將 Mauro Panebianco （一月 - 七月） 海軍少將 Michael Scott Sciretta （七月一日 - 至今） | 斯通波利號綜合補給艦          | 斯通波利級綜合補給艦   | 三月        | n/a         |
| 2022 | 海軍少將 Mauro Panebianco （一月 - 七月） 海軍少將 Michael Scott Sciretta （七月一日 - 至今） | 蒙特利爾號巡防艦              | 哈利法克斯級巡防艦     | 三月 - 七月 | n/a         |
| 2022 | 海軍少將 Mauro Panebianco （一月 - 七月） 海軍少將 Michael Scott Sciretta （七月一日 - 至今） | 鑽石號驅逐艦                  | 45型驅逐艦             | 三月 - 四月 | n/a         |
| 2022 | 海軍少將 Mauro Panebianco （一月 - 七月） 海軍少將 Michael Scott Sciretta （七月一日 - 至今） | 巴巴羅薩號護衛艦              | 土耳其MEKO級護衛艦     | 三月 - 五月 | n/a         |
| 2022 | 海軍少將 Mauro Panebianco （一月 - 七月） 海軍少將 Michael Scott Sciretta （七月一日 - 至今） | 阿基坦號巡防艦                | 歐洲多用途巡防艦       | 四月 - 五月 | n/a         |
| 2022 | 海軍少將 Mauro Panebianco （一月 - 七月） 海軍少將 Michael Scott Sciretta （七月一日 - 至今） | 坎塔布里亞號綜合補給艦        | 坎塔布里亞級綜合補給艦 | 五月 - 六月 | n/a         |
| 2022 | 海軍少將 Mauro Panebianco （一月 - 七月） 海軍少將 Michael Scott Sciretta （七月一日 - 至今） | 福爾班號驅逐艦                | 地平線級驅逐艦         | 五月 - 六月 | n/a         |
| 2022 | 海軍少將 Mauro Panebianco （一月 - 七月） 海軍少將 Michael Scott Sciretta （七月一日 - 至今） | 薩拉赫·萊斯號護衛艦           | 土耳其MEKO級護衛艦     | 五月 - 七月 | n/a         |
| 2022 | 海軍少將 Mauro Panebianco （一月 - 七月） 海軍少將 Michael Scott Sciretta （七月一日 - 至今） | 普羅旺斯號巡防艦              | 歐洲多用途巡防艦       | 六月 - 七月 | n/a         |
| 2022 | 海軍少將 Mauro Panebianco （一月 - 七月） 海軍少將 Michael Scott Sciretta （七月一日 - 至今） | 福雷斯特·謝爾曼號驅逐艦       | 阿利·伯克級驅逐艦      | 七月 - 至今 | 七月 - 至今 |
| 2022 | 海軍少將 Mauro Panebianco （一月 - 七月） 海軍少將 Michael Scott Sciretta （七月一日 - 至今） | 凱末爾·雷斯號護衛艦           | 土耳其MEKO級護衛艦     | 七月 - 至今 | n/a         |
| 2022 | 海軍少將 Mauro Panebianco （一月 - 七月） 海軍少將 Michael Scott Sciretta （七月一日 - 至今） | 火山號後勤保障船              | 火山級後勤保障船       | 七月 - 七月 | n/a         |
| 2022 | 海軍少將 Mauro Panebianco （一月 - 七月） 海軍少將 Michael Scott Sciretta （七月一日 - 至今） | 帕夫洛斯·康托里奧蒂斯號巡防艦 | 寇騰納爾級巡防艦       | 七月 - 八月 | n/a         |
| 2022 | 海軍少將 Mauro Panebianco （一月 - 七月） 海軍少將 Michael Scott Sciretta （七月一日 - 至今） | 胡安·德·波旁號巡防艦          | 阿爾瓦羅·巴贊級巡防艦  | 七月 - 至今 | n/a         |
| 2022 | 海軍少將 Mauro Panebianco （一月 - 七月） 海軍少將 Michael Scott Sciretta （七月一日 - 至今） | 朗格多克·魯西永號巡防艦       | 歐洲多用途巡防艦       | 七月 - 至今 | n/a         |
| 2022 | 海軍少將 Mauro Panebianco （一月 - 七月） 海軍少將 Michael Scott Sciretta （七月一日 - 至今） | 波恩號綜合補給艦              | 柏林級綜合補給艦       | 八月 - 至今 | n/a         |
| 2022 | 海軍少將 Mauro Panebianco （一月 - 七月） 海軍少將 Michael Scott Sciretta （七月一日 - 至今） | 卡洛·伯伽米尼號巡防艦         | 卡洛·伯伽米尼級巡防艦  | 八月 - 至今 | n/a         |

## 组织
SNMG2 是北约反应部队(NRF) 的一个组成部分。 